# ستيف ويلسون (لاعب كرة قدم أمريكية)
ستيف ويلسون (بالإنجليزية: Steve Wilson)‏ هو لاعب كرة قدم أمريكية أمريكي، ولد في 19 مايو 1954 في فورت سيل ‏ في الولايات المتحدة.

## وصلات خارجية
- ستيف ويلسون على موقع مرجع كرة القدم المحترفة.كوم (الإنجليزية)